# Лозана Кръстева
Лозана Вълчова Кръстева–Даскалова е българска фотографка.

## Биография
Родена е през 1891 г. в село Бойница, област Видин. Неин прадядо е Пуйо войвода, а дядо – възрожденеца Вълчо даскала. През 1910 г. се омъжва за Стоян Кръстев – първият фотограф в Кула. Усвоява фотографската професия, а талантът ѝ на художник я прави и откривател на нови техники в обработката на фотографиите. По време на Балканската и Първата световна война запазва ателието на съпруга си, докато той е на фронта, и се занимава с фотография. След войните семейството се премества във Видин и открива ателие „Светлина“ непосредствено до сградата на театъра.